# Gartenstadt/Stadtweide
Gartenstadt/Stadtweide ist ein Ortsteil der Hansestadt Rostock, der am südwestlichen Stadtrand liegt. Zu ihm gehört die eigentliche Gartenstadt, ein seit etwa 1920 gebautes Viertel, und das Wohngebiet Stadtweide. In der Gartenstadt befinden sich neben Siedlungen (meist Ein- und Zweifamilienhäuser), Tennis- und weiteren Sportanlagen auch weite Teile des Barnstorfer Waldes mit dem Rostocker Zoo, der Westfriedhof, die Christophorusschule, sowie die Astronomische Station „Tycho Brahe“ und eine Agentur für Arbeit. Im zur Gartenstadt gehörenden Wohngebiet Stadtweide liegen der Neue Friedhof und der Fernmeldeturm Rostock der Deutsche Telekom AG. An die Gartenstadt grenzt das Sportforum mit dem Ostseestadion und der Neptun-Schwimmhalle. Das jüngste Wohngebiet dieses Ortsteils ist der Wohn- und Sportpark am Tannenweg.

## Geschichte

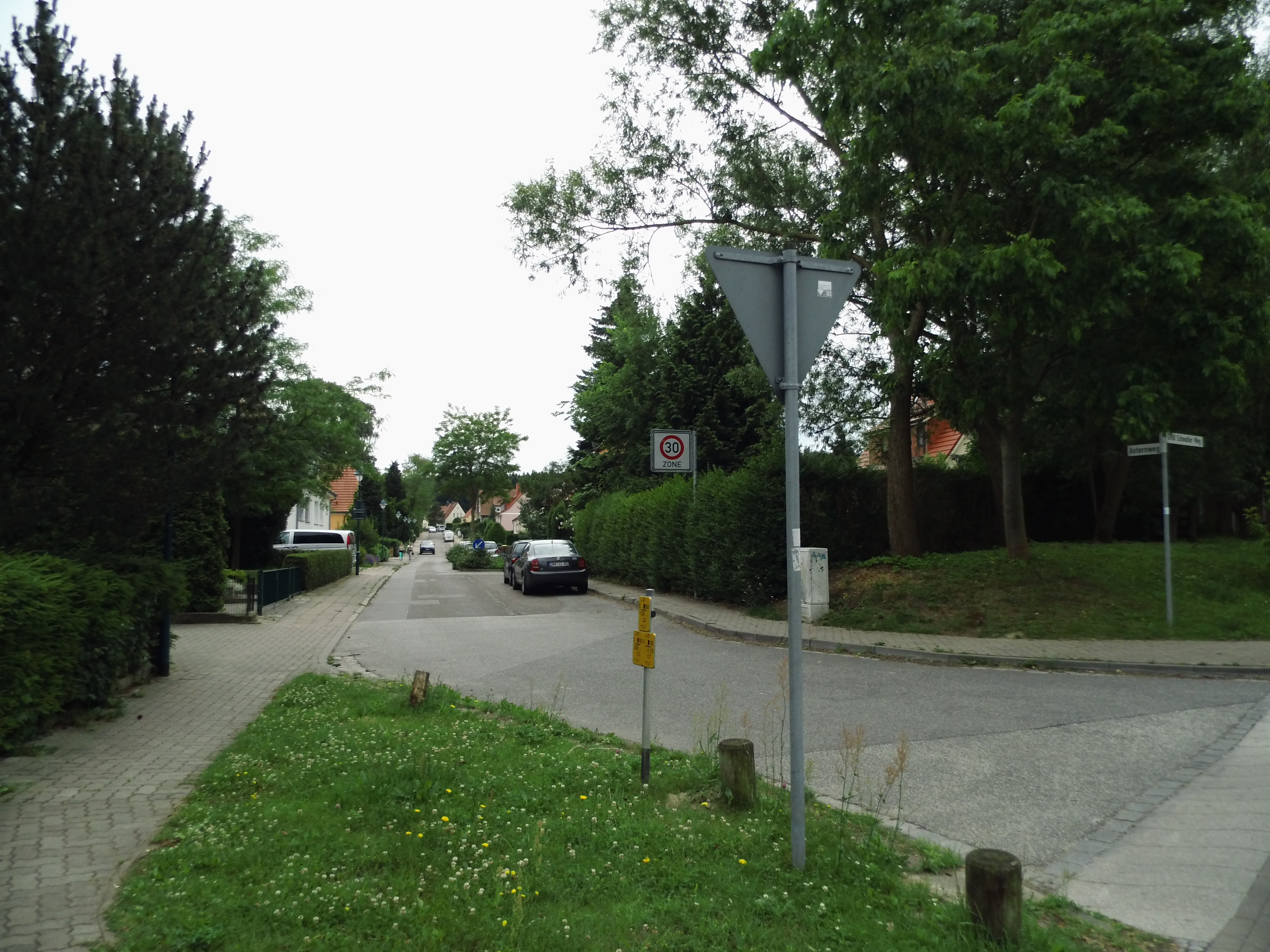
Der Asternweg liegt zentral in der Rostocker Gartenstadt

Die ersten Häuser der Gartenstadt entstanden Ende der 1910er Jahre im Bereich zwischen Trotzenburger Weg, Am Waldessaum, Asternweg und dem westlichen Teil der Kopernikusstraße. Daher wird dieser Bereich auch als „Alte Gartenstadt“ bezeichnet. Neben der traditionellen Architektur wurde hier bei einzelnen Häusern auch erstmals der damals neue Bauhausstil verwendet. Die Bebauung dieses Areals fand etwa um das Jahr 1960 ihren Abschluss und anschließend wurde mit dem weiteren Ausbau in westlicher Richtung begonnen. Nach umfangreichen Baumrodungen entstanden zunächst die Straßen Waldmeisterweg, Tulpenweg, Primelweg und der nordwestliche Teil des Nelkenwegs. Die Bebauung in diesem Gebiet fand vorerst Ende der 1970er Jahre mit den Häusern im südöstlichen Nelkenweg zwischen Waldmeisterweg und Am Waldessaum ihren Abschluss, wie auch letzte Lückenbebauungen im damaligen Gesamtteil der Gartenstadt. Alle weiteren Gebiete, wie Stadtweide, das Wohngebiet am Tannenweg und der Bereich um den Neuen Friedhof wurden verwaltungstechnisch erst ab Anfang der 1990er zur Gartenstadt gerechnet. Dieses Gebiet stellte bis dahin den eigenen Ortsteil Stadtweide dar, der zum Stadtteil Südstadt gehörte.